# Lake Forest (California)
Lake Forest, precedentemente nota come El Toro, è un centro abitato (City) degli Stati Uniti d'America, situato nella contea di Orange dello Stato della California. È famosa per essere la città dove risiede l'azienda videoludica Turtle Rock Studios.